# Mediana de Aragón
Mediana de Aragón – gmina w Hiszpanii, w prowincji Saragossa, w Aragonii, o powierzchni 90,57 km². W 2011 roku gmina liczyła 468 mieszkańców.